# 姚茂启
姚茂启（1937年—），男，山东枣庄人，中华人民共和国工人，第五届全国人大代表、常委会委员，第六、七届全国政协委员。